# Dardanelle (Arkansas)
Dardanelle – miasto w Stanach Zjednoczonych, w stanie Arkansas, w hrabstwie Yell.